# Flotta
Flotta (het 'vlakke eiland') is een eiland en maakt deel uit van de Orkney-eilanden. Het eiland ligt twee kilometer ten oosten van eiland Hoy.
Het eiland bezit een grote olieterminal en een aangeplant bos.